# Januarius Zick
Pour les articles homonymes, voir Januarius et Zick.

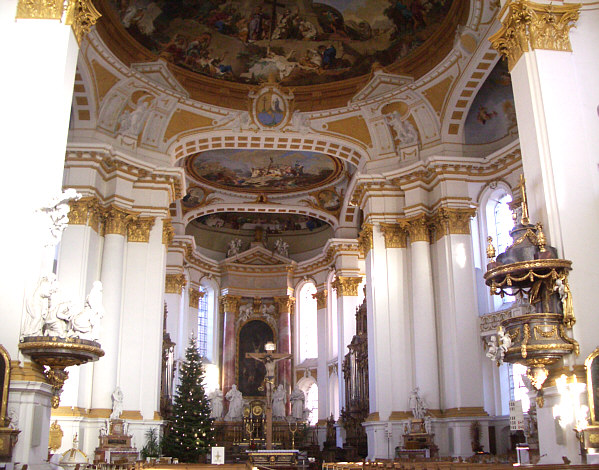
Abbaye Wiblingen

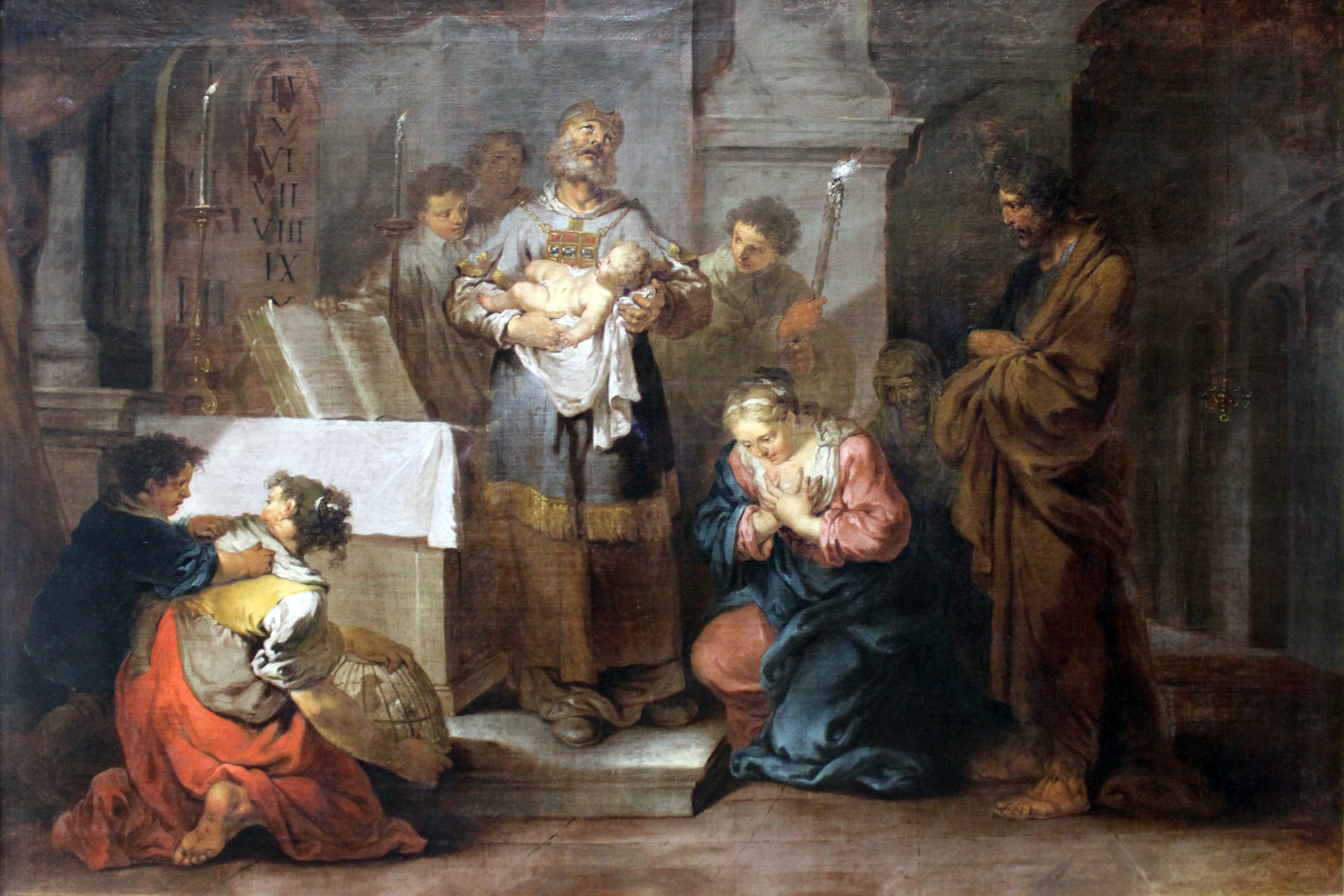
Présentation du Christ au Temple, 1765, Städelsches Kunstinstitut

Johann Rasso Januarius Zick (né le 6 février 1730 à Munich – mort le 14 novembre 1797 à Ehrenbreitstein) est un peintre du XVIIIe siècle, l'un des principaux maîtres du Rococo allemand. Une importante monographie lui a été consacrée en 1994 par Josef Strasser.

## Œuvres
- 1760 - Fresques au château Engers
- 1766 - Tableau d'autel du transept de l'église Saints-Théodore-et-Alexandre d'Ottobeuren
- devant 1769 - Tableaux du maître-autel et des autels latéraux de la chapelle Fürstin-Franziska-Christine-Stiftung (de) à Essen-Steele
- 1770/71 Rousseaus Erleuchtung, Peinture à l'huile sur cuivre, musée zu Allerheiligen, Schaffhausen
- 1770–1780 - Luna et Endymion, Huile sur toile, Österreichische Galerie Belvedere à Vienne
- 1778 à 1781 - comme peintre et architecte d'intérieur de l'abbaye de Wiblingen
- 1780 - Fresques pour l'église de Zell (Riedlingen)
- 1782 - Église paroissiale de Dürrenwaldstetten
- 1782/83 - Église abbatiale bénédictine d'Oberelchingen près d'Ulm
- 1784 - Abbaye Sainte-Verena (Rot an der Rot)
- 1785 - Fresques dans le château des Princes-Électeurs (Coblence)
- 1786 - Église Saint-Ignace (Mayence) et prévôté de la cathédrale de Mayence et abbaye des Augustins à Triefenstein
- 1787 - Salle académique dans le château des Princes-Électeurs (Mayence)
- 1790 - Retable de la Hofkirche de Coblence
- 1792/93 - Palais Schweitzer à Francfort-sur-le-Main
- 1791(devant?) - Peinture du maître-autel de l'église paroissiale de Schwerzen.